# Petter
Petter, geboren als Petter Alexis Askergren (Södermalm, Stockholm, 25 mei 1974), is een Zweeds hiphop-artiest. Hoewel Petter in eigen land nog nooit op nummer 1 heeft gestaan, heeft hij toch verscheidene grote hits gehad, waaronder zijn debuutsingle Vinden har vänt (#6 in 1998) en Det går bra nu (#3 in 2006). Petter scoorde wel een nummer 1-hit in Finland met het nummer Stockholm / Helsinki in samenwerking met de Finse rapgroep Fintelligens. Petters debuutalbum Mitt sjätte sinne was goed voor 2 keer platina in Zweden.

## Discografie
- Mitt sjätte sinne (1998) - 2x Platina
- Bananrepubliken (1999) - 3x Platina
- Petter (2001) - Goud
- Ronin (2004)
- P (2006) - Goud
- God Damn It (2007)
- X-Greatest Hits (2008)
- En räddare i nöden (2010)

- Bibliothèque nationale de France: cb15504931f (data)
- Gemeinsame Normdatei: 1044996765
- International Standard Name Identifier: 0000 0004 1898 9304
- Library of Congress Control Number: nb2014018347
- MusicBrainz: 798d2454-7c77-47b9-8891-ccc140b82796
- LIBRIS: 243703
- Système universitaire de documentation: 168523477
- Virtual International Authority File: 7378149296169780670005
- WorldCat: E39PBJpymHbhGYxwmcyg4RCG73